# Sur lattes
Sur lattes is een oenologische term uit de champagne-industrie. 
Nadat in de liqueur de tirage gistcellen bij de pas gebottelde stille champagne zijn gevoegd wordt de fles stevig afgesloten met een kroonkurk of een kurk die met een ijzeren beugel stevig is vastgemaakt. Volgens de Franse wet moet elke fles champagne ten minste 15 maanden "sur lattes" liggen voor de prise de mousse, het ontstaan van de kenmerkende belletjes koolzuur.
De temperatuur in de in de krijtgrond uitgegraven kelders, ("crayéres") is constant 12 graden Celsius, Tijdens de gisting op fles wordt restsuiker in de fles omgezet in alcohol en koolzuur. De druk in de fles stijgt tot 4 of 5 atmosfeer. 
Bij de grote champagnehuizen laat men de wijn langer in de diepste kelders sur lattes liggen, drie jaar of meer is geen uitzondering. Daarna volgt de remuage en worden de flessen à point gezet om op gist te rijpen.
Na een rijping die bij een kostbare cuvée de prestige wel tien jaar kan duren volgt de dégorgement.